# Earophila swettaria
Earophila swettaria là một loài bướm đêm trong họ Geometridae.